# Queige
Queige é uma comuna francesa na região administrativa de Auvérnia-Ródano-Alpes, no departamento de Saboia. Estende-se por uma área de 32,61 km². Em 2010 a comuna tinha 819 habitantes (densidade: 25,1 hab./km²).